# 전종구
전종구(1986년 10월 25일 ~)는 대한민국의 성우이다. 2013년 KBS 38기로 입사했으며 한국방송 성우극회 소속.

## 주요 출연작품

### 애니메이션
- 수빈 스토리 (MBC)
- 그린세이버 (SBS) - 카카

### 외화
- 더 컬렉션(KBS) - 감본(패트릭 케네디) / 세자르(제이콥 포춘-로이드) / 에드가(더모트 크로울리) / 택시 기사(엔조 스퀼리노 주니어)
- 디셉션(KBS) - 앤디(조시 딘)
- 리썰 웨폰(KBS) - 앳킨스(크리스토퍼 T. 우드) / 에디(라울 카소)

### 극장용 애니메이션
- 몬스터 호텔 2
- 홈! 여기가 우리집

### 다큐
- 2014.10.07 [KBS] 시사기획 창 제 345화 '회장님의 나라는 어디입니까?' - 낭독

### 라디오 드라마
연속낭독 (KBS 3라디오)
- 2014.10.27~2014.11.16 문유석 作 <판사유감> - 낭독

소설극장 (KBS 3라디오)
- 2013.03.08~2013.04.06 백가흠 作 <나프탈렌> - 정호석 役
- 2013.04.07~2013.05.03 이주호, 황조윤 作 <광해, 왕이 된 남자> - 병조판서, 이석영, 영의정, 고수 役
- 2013.05.04~2013.07.07 김진명 作 <몽유도원> - 관리자, 노인1, 안평대군, 관장, 감독, 도서관 관장, 교무처 직원, 야마모토, CIA 국장, 정복 1 役
- 2013.07.08~2013.08.02 F.스콧 피츠제럴드 作 <위대한 개츠비> - 구경꾼, 남자 役
- 2013.08.03~2013.10.02 이정명 作 <천국의 소년> - 작두 役
- 2013.10.03~2014.01.20 조정래 作 <정글만리> - 샹신원 役
- 2014.01.21~2014.04.08 신봉승 作 <왕을 만든 여자> - 수양대군 役
- 2014.04.09~2014.05.19 강풀, 임형욱 作 <그대를 사랑합니다>
- 2014.08.16~2014.09.12 노희경 作 <세상에서 가장 아름다운 이별> - 정철 役
- 2014.11.11~2014.12.14 어니스트 헤밍웨이 作 <태양은 다시 떠오른다> - 마이크 캠벨 役

라디오 극장 (KBS 한민족 방송)
- 2013.02.01~2013.02.28 이명랑 作 <천사의 세레나데>
- 2013.05.01~2013.05.31 성석제 作 <위풍당당> - 세동 役
- 2013.06.01~2013.06.30 이도우 作 <사서함 110호의 우편물> - 연극 연출자 役
- 2013.07.01~2013.07.31 박선희 作 <도미노 구라피식 이층집> - 남자, 학생, 수리기사 役
- 2013.08.01~2013.07.31 주호민 作 <신과 함께 - 저승편> - 동료, 중대장, 위병소 근무자, 평등대왕, 김자홍 아버지, 아저씨, 부하 役
- 2013.09.01~2013.09.30 윤천수 作 <마지막 콜사인> - 황채현 役
- 2014.01.01~2014.01.31 최제훈 作 <나비잠>
- 2014.02.01~2014.02.28 정유정 作 <내 인생의 스프링캠프> - 차사장 役
- 2014.03.01~2014.04.30 천명관 作 <고래> - 생선장수 役
- 2014.07.01~2014.07.31 이석원 作 <실내인간> - 관리인 役
- 2014.08.01~2014.08.31 최재도 作 <백 마흔번째 날의 아침>
- 2014.10.01~2014.10.31 윤고은 作 <밤의 여행자들>
- 2014.11.01~2014.11.30 전명 作 <파라한>
- 2014.12.01~2014.12.31 손아람 作 <소수의견>

라디오 독서실 (KBS 2라디오)
- 2013.03.10 전성태 作 배웅 - 운전기사 役
- 2013.05.26 조해진 作 홍의 부고 - 운전기사 役
- 2013.06.02 손보미 作 대관람차 - 보좌관, 사람 役
- 2013.06.16 박완서 作 아저씨의 훈장 - 성표 役
- 2013.07.07 김희선 作 이제는 우리가 헤어져야 할 시간 - 마크 신부 役
- 2013.07.14 김서령 作 어떤 일요일에 전하는 안부인사 - 아빠 役
- 2013.08.18 권정은 作 행복한 우리집에 어서 오세요 - 좀비 役
- 2013.08.25 곽재동 作 안락사 - 선원 役
- 2013.09.08 박완서 作 배반의 여름 - 장씨, 경찰 役
- 2013.10.06 은희경 作 서정시대 - 남 작가 役
- 2013.10.20 윤후명 作 알함브라 궁전의 추억 - 중년 役
- 2013.10.27 이상 作 지팡이 역사 - 역부, 남자 役
- 2013.11.10 하성란 作 카레 온 더 보더 - 노인 役
- 2013.11.17 손홍규 作 배우가 된 노인 - 노인 役
- 2013.12.22 허진원 作 미사여구 없이 - 표상 役
- 2014.01.05 김승옥 作 무진기행 - 시찰원1 役
- 2014.01.12 김승옥 作 서울, 1964년 겨울 - 주인 役
- 2014.01.19 김승옥 作 서울의 달빛 0장 - 의사 役
- 2014.02.02 이세은 作 달로 간 파이어니어 - 교수 役
- 2014.02.09 이서수 作 구제, 빈티지 혹은 구원 - 남자 役
- 2014.02.16 김원태 作 오늘의 저격수는 딸기맛 초코바를 먹는다 - 영화배우 役
- 2014.03.02 윤이형 作 쿤의 여행 - 남편 役
- 2014.03.09 천명관 作 파충류의 밤 - 소설가 役
- 2014.03.16 조해진 作 빛의 호위 - 헬게 한센 役
- 2014.03.23 편혜영 作 몬순 - 소장 役
- 2014.04.13 임철우 作 세상의 모든 저녁 2편 - 박씨 役
- 2014.04.20 윤고은 作 월리를 찾아라 - 노인 役
- 2014.04.27 김경욱 作 승강기 - 부장 役
- 2014.05.04 조경란 作 밤을 기다리는 사람에게 - 주방장 役
- 2014.05.18 윤정환 作 짬뽕 - 스님 役
- 2014.06.15 정지아 作 자본주의의 적 - 조사관 役
- 2014.06.29 기준영 作 이상한 정열 - 친구 役
- 2014.07.13 최인석 作 초록이 지쳐 단풍 드는데 - 주방장, 손님 役
- 2014.07.20 황태환 作 유나 - 선생님 役
- 2014.08.03 장은호 作 생존자 - 사내, 동기 役
- 2014.08.10 이수광 作 진격의 미친 여자 - 기자, 성우 役
- 2014.08.24 양수련 作 그리고 예외는 없다 - 바텐 役
- 2014.08.31 이장욱 作 우리 모두의 정귀보 - 빈센트 호크 役
- 2014.09.07 김숨 作 초야 - 태근 役
- 2014.09.14 전성태 作 성묘 - 해설
- 2014.10.05 윤이형 作 굿바이 - 남편, 인간 役
- 2014.10.12 백영옥 作 결혼기념일 - 주례 役
- 2014.10.26 윤고은 作 오두막 - 의사 役
- 2014.11.16 정희선 作 쏘아 올리다 - 아빠 役
- 2014.11.30 황정은 作 누가 - 성우, 청년 役
- 2014.12.14 강진 作 멸종의 기록 - 교육부장 役
- 2014.12.28 김중혁 作 뱀들이 있어 - 남 리포터 役
- 2015.05.03 이평재 作 악어패밀리 - 파파 役

KBS 무대 (KBS 한민족 방송)
- 2013.02.09 이윤영 作 달빛 소나타 - 진료소장 役
- 2013.03.02 오경영 作 그들의 수천가지 물음표 중 하나 - 옆 차 役
- 2013.03.23 전희영 作 눈물꽃 - 남자 손님 役
- 2013.04.06 남정 作 오만과 편견 - 손님 役
- 2013.04.13 이준애 作 날아라, 버스야 - 노인, 승객 役
- 2013.05.04 박영주 作 홍제원 여인 - 돌쇠 役
- 2013.05.11 고영훈 作 율포시곡 - 군수 役
- 2013.06.01 육선희 作 별이 빛나는 밤에 - 정치인 役
- 2013.06.08 김두남 作 패밀리 연가 - 남편 役
- 2013.07.13 김희진 作 꽃이 피었다 - 손님 役
- 2013.07.27 전희영 作 고해 - 박영태 役
- 2013.08.03 구지숙 作 아무 곳에도 없는 그녀 - 남자 役
- 2013.08.17 이윤영 作 두 여자 - 택배맨 役
- 2013.08.24 명은주 作 진상 패밀리 - 남학생 役
- 2013.09.07 최복희 作 웬수들의 합창 - 남자 役
- 2013.09.14 박소영 作 순나의 오동나무 - 인부 役
- 2013.09.21 오금숙 作 아빠와 노래를 - 손님 役
- 2013.10.12 청담동 개츠비 - 고객 役
- 2013.11.23 육선희 作 소수의 사례 - 행인, 사진사 役
- 2013.12.07 문지영 作 한없이 낮은 슬픔 - 남직원 役
- 2013.12.28 박지하 作 7층집 슬리퍼 - 방송국 직원 役
- 2014.01.04 최복희 作 레모네이드 - 배달원 役
- 2014.01.11 박현경 作 가족의 탄생 - 경찰 役
- 2014.01.15 전희영 作 상처 (잃어버린 날들) - 담임 役
- 2014.02.08 박길숙 作 프로이트 보고서 - 친구 役
- 2014.02.15 정동재 作 별이 뜨면 언제나 - 수위 役
- 2014.02.22 남정 作 그 겨울의 동화 - 남자 役
- 2014.03.01 육선희 作 카메오 - 노숙인 役
- 2014.03.15 오금숙 作 막대사탕 - 손님 役
- 2014.03.22 최복희 作 붕어빵 - 동수 役
- 2014.03.29 이상락 作 각광을 받다 - 계장 役
- 2014.04.05 전효정 作 달걀 후라이 - 마취쌤 役
- 2014.04.19 이윤영 作 소피마르소를 위하여 - 경찰 役
- 2014.04.26 이윤영 作 아버지의 땅 - 재춘 아버지 役
- 2014.06.14 명창현 作 거짓말 - 직원 役
- 2014.06.21 서현이 作 솔향기 바람에 날리고 - 할아버지 役
- 2014.06.28 송충규 作 아내를 의심하지 말라 - 강도 役
- 2014.07.05 육선희 作 노페인 노게인 - 영화감독 役
- 2014.07.19 박경원 作 문을 닫다 - 정형사 役
- 2014.08.02 최복희 作 전화하는 남자 - 성태 役
- 2014.08.16 유영석 作 개구리 울음소리 - 인국 父 役
- 2014.09.13 권나연 作 그림 바깥의 풍경 - 신사장 役
- 2014.09.27 명은주 作 잇꽃 붉은 날 - 경찰 役
- 2014.11.01 오현후 作 천국에서 온 편지 - 남자 役
- 2014.11.29 남정 作 가족의 탄생 - 도승지 役
- 2015.01.10 권나연 作 매미를 엿보다 - 덕대 役
- 2015.05.16 마미성 作 개과천선(改過遷善) - 장보기 役

신성원의 문화읽기 (KBS 1라디오)
- 2013.05.19 넬리 노이하우스 作 백설공주에게 죽음을
- 2013.06.23 마르잔 사트라피 作 자두 치킨
- 2013.06.30 맥스 브룩스 作 세계대전Z
- 2013.07.21 로저 젤라즈니 作 체인질링
- 2013.08.18 장 마르크 로셰트, 자크 로브 作 설국열차
- 2013.08.25 오쿠다 히데오 作 소문의 여자
- 2013.09.08 애거서 크리스티 作 그리고 아무도 없었다
- 2013.09.22 요나스 요나손 作 창문 넘어 도망친 백세 노인
- 2013.10.06 최인호 作 타인의 방
- 2013.10.13 위화 作 제 7일
- 2013.10.27 장용민 作 궁극의 아이

다큐멘터리 역사를 찾아서 (KBS 1라디오)
- 연기

책 읽는 밤 (KBS 1라디오)
- 2013.04.26 미야베 미유키 作 화차
- 2013.06.28 월드 워Z
- 2013.08.09 히가시노 게이고 作 신참자
- 2014.01.07 넬슨만델라 作 자유를 향한 머나먼 길 - 낭독
- 2014.01.11 현진건 作 술 권하는 사회
- 2014.01.16 나다니엘 호손 作 주홍글씨
- 2014.01.29 정민 作 우리 한시 삼백수 - 낭독
- 2014.02.04 아흐메다 카스라다 作 소박한 자유 - 낭독
- 2014.02.06 박숙자 作 속물 교양의 탄생 - 낭독
- 2014.02.12 미야자키 하야오 作 책으로 가는 문 - 낭독
- 2014.02.13 라이오넬 슈라이버 作 내 아내를 위하여
- 2014.02.20 하워드 진 作 왜 대통령은 거짓말을 하는가 - 낭독
- 2014.02.21 알퐁스 도데 作 별, 아를의 여인, 마지막 수업
- 2014.02.22 옥타브 유잔느 作 시지스몬의 유산
- 2014.05.24 아서 코난 도일 作 착각한 병사
- 2014.06.21 니콜라이 고골 作 코
- 2014.07.05 로왈드 달 作 손님
- 2014.07.19 마르잔 사트라피 作 인생은 한숨
- 2014.11.15 제인 오스틴 作 설득 (1)
- 2014.11.22 제인 오스틴 作 설득 (2)
- 2014.11.29 잭 런던 作 스테이크 한 장
- 2014.12.27 레프 니콜라비치 톨스토이 作 사람은 무엇으로 사는가

대한민국 경제실록 (KBS 1라디오)
- 2013.07.22 ~ 2013.09.13 제19화 국책사업, 그 빛과 그림자 (이철 외)
- 2013.09.16 ~ 2013.10.25 제20화 유통 산업의 역사 (신태화 외)

다큐멘터리 혁신의 승부사 (KBS 1라디오)
- 2013.10.28 ~ 2013.12.31 제1화 페이스북 세상을 모두 연결하다.
- 2014.01.01 ~ 2014.02.28 제2화 모니터에 한글이 뜨기까지
- 2014.03.03 ~ 2014.05.13 제3화 손정의, 3백년 기업을 꿈꾸다
- 2014.05.14 ~ 2014.07.25 제4화 게임, 산업으로 탄생하다

특집 라디오 (KBS 라디오)
- 2013.06.23 특별기획 아주 특별한 기부 <내 인생의 책>  - 니코스 카잔차키스 作 <그리스인 조르바> (콘스탄티)
- 2014.08.27~2014.09.03 방송의 날 특별기획 8부작 <북한의 솔제니친, 현역작가 반디의 고발> (KBS 한민족 방송)
- KBS 특집 다큐멘터리 우리고장 의병이야기

KBS 라디오 특별기획 <부엉이 아저씨, 이야기 좀 들려주세요> (KBS)
- 2014.11.24 1편 돌사자가 준 선물
- 2014.11.25 2편 숲속의 생쥐아가씨
- 2015.11.26 3편 키위새의 사랑
- 2014.11.28 5편 시나와 뱀장어

### 오디오 드라마
- 소현세자 독살사건 (Audien)
- 우리들의 약속 (Audien)
- 전율의 재회 (북큐브) - 백 회장 役
- 황제의 밤 (북큐브) - 박수월 役

[[분류:1986년 출생]